# Företagssök
Företagssök eller verksamhetssök (eng. Enterprise Search) är tekniken att identifiera information och göra den sökbar inom en organisation, eller som sökapplikationer för utomstående. En verksamhetssökapplikation sammanför information från olika informationssystem inom företaget, såsom sidor på intranätet, filer på filservern, dokument i dokumenthanteringssystemet, kundinformation i CRM-systemet och gemensamma dokument på samarbetsytor. I bästa fall blir verksamhetssökapplikationen en central ingång till all den företagsinformation som de anställda behöver för att kunna göra sitt jobb. Därmed bidrar verksamhetssök till sänkta kostnader för företaget, förhöjd effektivitet, fler innovationer och mindre irritation över att man inte hittar det man behöver. Ett genomtänkt och välgjort verksamhetssök gör företagets samlade kunskapskapital åtkomligt på ett sätt som har varit omöjligt tidigare.

### På engelska
- Enterprise Search: critically important
- Enterprise Search Center